# Zuid-Tripura
Zuid-Tripura is een district van de Indiase staat Tripura. In 2001 telde het district 762.565 inwoners op een oppervlakte van 2152 km². Het noordoostelijke gedeelte splitste zich in 2012 echter af en vormt sindsdien het district Gomati.
Dhalai · Gomati · Khowai · Noord-Tripura · Sipahijala · Unakoti · West-Tripura · Zuid-Tripura